# Greece International 2007
Die Greece International 2007 im Badminton fanden vom 18. bis zum 22. Dezember 2007 in Thessaloniki statt.

## Medaillengewinner
| Disziplin    | Gold                                   | Silber                             | Bronze                        |
| ------------ | -------------------------------------- | ---------------------------------- | ----------------------------- |
| Herreneinzel | Marc Zwiebler                          | Raju Rai                           | Raul Must                     |
| Herreneinzel | Marc Zwiebler                          | Raju Rai                           | Yuhan Tan                     |
| Dameneinzel  | Petya Nedelcheva                       | Ragna Ingólfsdóttir                | Karina Jørgensen              |
| Dameneinzel  | Petya Nedelcheva                       | Ragna Ingólfsdóttir                | Nhung Le                      |
| Herrendoppel | Goh Ying Jin Au Kok Leong              | Mikkel Elbjørn Mads Pieler Kolding | Tore Vilhelmsen Martin Kragh  |
| Herrendoppel | Goh Ying Jin Au Kok Leong              | Mikkel Elbjørn Mads Pieler Kolding | Niklas Hoff Peter Mørk        |
| Damendoppel  | Diana Dimova Petya Nedelcheva          | Maria Helsbøl Anne Skelbæk         | Camilla Overgaard Lotte Bonde |
| Damendoppel  | Diana Dimova Petya Nedelcheva          | Maria Helsbøl Anne Skelbæk         | Haw Chiou Hwee Lim Pek Siah   |
| Mixed        | Mads Pieler Kolding Line Damkjær Kruse | Jeppe Lund Louise Grimm Hansen     | Niklas Hoff Karina Jørgensen  |
| Mixed        | Mads Pieler Kolding Line Damkjær Kruse | Jeppe Lund Louise Grimm Hansen     | Mikkel Elbjørn Anne Skelbæk   |